# Vila de Punhe
Vila de Punhe is een plaats (freguesia) in de Portugese gemeente Viana do Castelo en telt 2400 inwoners (2001).

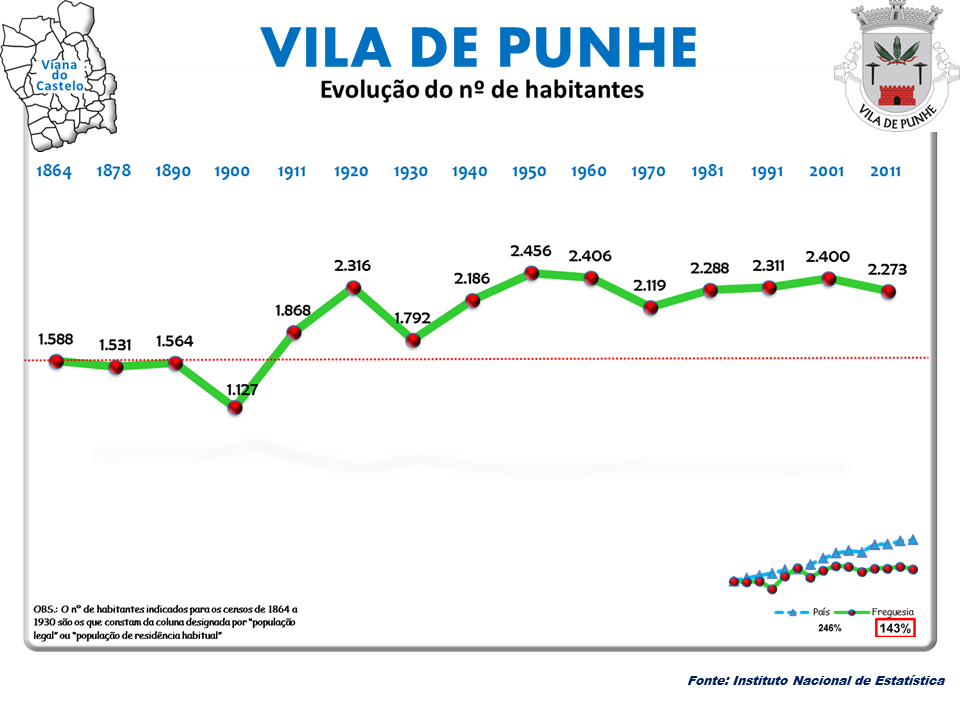
Bevolkingsontwikkeling tussen 1864 en 2011